# Mount Isherwood
Mount Isherwood ist ein abgeflachter und hauptsächlich vereister Berg mit steilen Felshängen im westantarktischen Marie-Byrd-Land. In der Kohler Range ragt er 6 km westsüdwestlich des Mount Strange auf.
Erste Luftaufnahmen entstanden im Januar 1947 bei der US-amerikanischen Operation Highjump (1946–1947). Das Advisory Committee on Antarctic Names benannte den Berg 1967 nach dem Geophysiker William F. Isherwood, der im Rahmen des United States Antarctic Research Program an der zweiten Südpol-Königin-Maud-Land-Traverse (1965–1966) und an einer von 1966 bis 1967 dauernden Vermessungskampagne im Marie-Byrd-Land beteiligt war.